# 清水俊史
清水 俊史（しみず としふみ 1983年 ‐　）は日本の仏教学者。研究分野は古代インド仏教および上座部仏教。

## 経歴
佛教大学文学部卒業後、2013年同大学大学院博士課程修了（博士（文学））。博士論文題目は『部派仏教における業の研究』。
その後、日本学術振興会特別研究員PD、佛教大学総合研究所特別研究員などをつとめる。
2018年、『阿毘達磨仏教における業論の研究: 説一切有部と上座部を中心に』により浄土宗学術賞受賞。

## アカデミック・ハラスメント被害
佐々木閑によれば、清水と馬場紀寿（東京大学教授）は、ブッダゴーサの仏教史における位置づけをめぐり2016年から論争を続けている。この論争の過程で、清水はアカデミック・ハラスメント（アカハラ）や出版妨害を受けた。
上座部仏教の『パーリ仏典』の大乗経典に対する優位性（どちらが成立年代が先か、どちらが釈迦直説に近いか）については現在論争中の事案である。上座部の国々で普及している『パーリ仏典』はスリランカのブッダゴーサが正典と定めた仏典を底本としているが、馬場紀寿はブッダゴーサが非仏説（釈迦が説いたものではない）として大乗経典を恣意的に排除し、また採用した仏典についてもブッダゴーサが信じる教説にそぐわない箇所は改ざんが行われた、すなわち現在の上座部仏教の教義はブッダゴーサの思惑によって釈迦の直説が排され、大乗的な要素が排されて成立したとする説を唱えた。この馬場説は大乗非仏説に対する有効な反論の論拠とされてきた。しかし清水俊史はこの説に異を唱え、ブッダゴーサは仏典注釈者としての本分を務めたにすぎず経典の改ざんは行わなかったとした。清水説では大乗経典は明らかに後世の創作であるため『パーリ仏典』に採用されず排除されたとした。馬場・清水論争は、清水説が正しければ『パーリ仏典』の方が釈迦直説に近いということになり大乗非仏説に根拠を与え、日本仏教の教義は全て釈迦の直説ではなく後世に創作されたものだということになるので、仏教界の注目を集めていた。
2017年、清水の著書『上座部仏教における聖典論の研究』の大蔵出版からの出版をめぐり、「さる先生」から「清水説には研究倫理上の問題がある」などの清水の研究不正の指摘があり、その後「さる先生」とその支持者らによって清水や出版社に対して脅迫的言動を含む出版差し止めの妨害工作が複数回行われた。大蔵出版は行った人物の名を明かさなかったが「出版したら清水を潰す。大蔵出版の姿勢も叩く」「清水君が出版をあきらめれば、彼の就職を応援する」などの脅迫的言動があったという。大蔵出版は第三者委員会による調査の結果、清水の研究不正は認められなかったとし、「さる先生」らの行為について学問の自由を脅かす憂慮すべき事態で、かつ「極めて悪質なハラスメント」「不当な出版妨害工作」と判断したと公式声明で発表した。
清水はその後、学術公募に落選して無職となり、一時は日雇い労働で生計を立てていたが、後に仏教研究に復帰した。
佐々木閑は馬場・清水論争の論点を整理する評論を発表し、大蔵出版の言う「さる先生」が馬場であることを示唆した。佐々木は「加害者と利害を共有し、
加害者を援護している人もいるようなので、そういった人たちの言動を逐一観察し記録する。その記録は状況が変われば公にできる時が来るかもしれない。ひょっとしたら記録だけ残して死ぬかもしれないが、それはそれで構わない。（略）加害者側が清水氏に対しておこなった行為から類推して、このような評論を公にした私に対しても様々な攻撃がおこなわれる可能性はある。おおっぴらな攻撃は自らの行為を告白するようなものであるから、おそらくは秘密裏に、私の言動の信頼性を損なわせるような策を練るものと思われる。幸いなことに私はもう人生の峠も越し、守るべきものもないので構わないが、そのような私に引き比べて、傑出した能力を持ち堂々と論陣を張りながら邪な妨害によって人生の登り口で足を引っ張られた清水氏の心中を思うとやるせない」とこの告発の覚悟と気概を述べている。
2023年、清水は著書『ブッダという男』のあとがきでアカハラ加害者の中心人物が馬場紀寿であると実名で告発した。清水は、馬場とその支持者ら（森祖道など）から繰り返し圧力と出版妨害を受けてきたとし、全国紙から関係者への取材があったが馬場や森、馬場の指導教官である下田正弘は取材に応じなかったことなどを記している。清水はresearchmap上で山極伸之も馬場のアカハラに同調したと主張している。
2025年の著書『お布施のからくり』では、職を失い生活困窮を経験したことをきっかけに、路上生活者支援の活動にも関わるようになったと記している。

## 仏教に関する見解
清水は著書『ブッダという男 初期仏典を読みとく』で、万人の平等を唱えた平和主義者ブッダは近代的価値観に基づいて原始仏典を曲解して生み出した神話に過ぎず、本来の釈迦は当時の価値観を持った人物であったとし、暴力を容認し、女性蔑視の感情を持ち、カーストや輪廻転生を肯定していたとする説を提示している。
清水は大乗非仏説（大乗仏教の教義や経典は後世に創作されたとする説）に立脚しており、大乗経典について「現代の二次創作のようなもの」と述べている。

## 著書
- 『部派仏教における業の研究』[佛教大学博士論文]、2013年
- 『阿毘達磨仏教における業論の研究：説一切有部と上座部を中心に』大蔵出版、2017年
- 『上座部仏教における聖典論の研究』大蔵出版、2021年
- 『ブッダという男：初期仏典を読みとく』 (ちくま新書; 1763) 筑摩書房、2023年
- 『初期仏典の解釈学：パーリ三蔵と上座部註釈家たち』大蔵出版、2024年
- 『お布施のからくり：「お気持ち」とはいくらなのか』幻冬舎、2025年5月